# FG Salzburg
Die Fußballgemeinschaft Salzburg war eine kriegsbedingte Spielgemeinschaft mehrerer Fußballvereine der Stadt Salzburg, Österreich (damals Ostmark) während des Zweiten Weltkriegs und bestand von April 1943 bis April 1945.

## Geschichte
Nach dem Anschluss Österreichs an das Deutsche Reich im Jahr 1938 waren die Vereine der Salzburger 1. Klasse bzw. der Bereichsliga West berechtigt, an den Aufstiegsrunden zur damaligen Gauliga teilzunehmen. Die politischen Verhältnisse sowie die Dienstverpflichtungen, Einberufungen zur deutschen Wehrmacht oder dem Reichsarbeitsdienst brachten jedoch das Spielgeschehen im Salzburger Fußballsport fast völlig zum Erliegen. SV Austria Salzburg wuchs, verstärkt durch deutsche Gastspieler, die hier stationiert waren, zum stärksten Verein in der Salzburger 1. Klasse heran und konnte in den Saisonen 1939/40 und 1940/41 die Meisterschaft für sich entscheiden. 1941 gelang nach einem Sieg über den SK Amateure Steyr, dem Meister der Oberdonauer 1. Klasse, der Einzug in die Aufstiegsrunde zur Bereichsklasse Ostmark. In den Aufstiegsspielen scheitern die Salzburger jedoch an den übermächtigen Gegnern SK Sturm Graz, Post SV Wien und BSG Traisen.
Nach dieser Saison konnte der Spielbetrieb in der Salzburger Klasse nur noch schwer aufrechterhalten werden und wurde immer unregelmäßiger ausgeführt. Mit der Ausrufung zum „totalen Krieg“ und der damit verbundenen Einberufung fast aller tauglichen Spieler wurden die Besetzungsprobleme aller Vereine unüberwindlich. Im April 1943 beschlossen daher die Traditionsvereine Salzburger AK 1914, SV Austria Salzburg und 1. Salzburger SK 1919 den Zusammenschluss zur Fußballgemeinschaft Salzburg, um zumindest notdürftig den Spielbetrieb weiterführen zu können.
Die Leitung des Vereins wurde zwischen den Funktionären der einzelnen Klubs (Kaser vom SSK 1919, Karl Sachs von Austria Salzburg sowie Tyraj und Mühlbacher vom SAK) aufgeteilt. Beim ersten Antreten des neuen Vereins standen mit Habermüller, Tatzl und Josef „Sepp“ Schwanzer nur noch drei arrivierte Spieler von Austria Salzburg im Kader, der mit jungen Spielern der beiden anderen Vereine ergänzt wurde. Die laufende Saison 1942/43 musste dennoch abgebrochen werden, da der neuen Spielgemeinschaft mit der Reichsbahn SG Salzburg nur noch ein einziger Konkurrent zur Verfügung stand. Die nach drei Spielen führende Salzburger Austria wurde zum Meister erklärt, der Platz in der Aufstiegsrunde zur Gauliga Donau Alpenland wurde von der neuen Fußballgemeinschaft übernommen. Alle Aufstiegsspiele gegen die Konkurrenten SK Amateure Steyr und 1. FFC Vorwärts 06 Wien gingen klar verloren. Die Salzburger Jugendmannschaft erzielte lediglich drei Tore und war den Gegnern hoffnungslos unterlegen.
In der Saison 1943/44 spielte die Fußballgemeinschaft als einziger Salzburger Vertreter in der Liga Oberdonau-Salzburg und belegte immerhin den achten Rang unter elf Mannschaften. Meister dieser Liga wurde die ebenfalls aus dem kriegsbedingten Zusammenschluss der Steyrer Vereine Amateure und Vorwärts entstandene FG Steyr.
In der abgebrochenen und nicht gewerteten Spielsaison 1944/45 wurde der Spielbetrieb ausschließlich von Jugendspielern bestritten. Am 8. April 1945, kurz vor der Kapitulation des Deutschen Reichs, wurde die FG Salzburg aufgelöst. Bereits im Herbst 1945 stellten die drei Traditionsvereine SAK, SSK und Austria wieder eigene Mannschaften auf und belegten die ersten drei Ränge in der wiederbelebten Salzburger 1. Klasse.

## Erfolge
- Teilnahme an den Aufstiegsrunden zur Gauliga: 1943
- Teilnahme Liga Oberdonau-Salzburg: 1944